# Caridina weberi
Caridina weberi är en kräftdjursart som beskrevs av De Man 1892. Caridina weberi ingår i släktet Caridina och familjen Atyidae. Inga underarter finns listade i Catalogue of Life.